# Нюгомозеро
Нюгомозеро — пресноводное озеро на территории Чёлмужского сельского поселения Медвежьегорского района Республики Карелии.

## Общие сведения
Площадь озера — 1,2 км². Располагается на высоте 116,7 метров над уровнем моря.
Форма озера лопастная, продолговатая: оно более чем на два километра вытянуто с запада на восток. Берега сильно изрезанные, каменисто-песчаные, местами заболоченные.
С юго-восточной стороны озера вытекает река Ломбозерка, впадающая с правого берега в реку Пажу, приток Немины, впадающей в Онежское озеро.
В озере расположены два безымянных острова различной площади.
Населённые пункты и автодороги вблизи водоёма отсутствуют. На восточном берегу расположена покинутая одноимённая деревня.
Код объекта в государственном водном реестре — 01040100611102000018923.